# Joan Higginbotham
Joan Elizabeth Miller Higginbotham, född 3 augusti 1964 i Chicago, Illinois är en före detta amerikansk astronaut uttagen i astronautgrupp 16 den 5 december 1996. Hon slutade vid NASA i november 2007 för en karriär inom den privata sektorn.

## Karriär
Joan Higginbotham började jobba hos NASA 1987 då hon blev anställd som Payload Electrical Engineer. Hon blev antagen att påbörja astronautbildning 1996 och har därefter utbildat sig, med inriktning mot ISS och rymdfärjan, på olika center på NASA. Innan 1996 hade hon arbetat med bland annat med tekniska system ombord på rymdfärjorna, men också med den packning som olika uppdrag hade med sig. Higginbotham har även suttit i markkontrollen under flera rymdfärje – rymdstationsuppdrag. 
Den 9 december 2006, gjorde hon sin första rymdfärd, då hon ingick i STS-116s besättning som uppdragsspecialist. Hennes huvuduppgift var att sköta stationens robotarm under rymdpromenaderna.
Hon var uttagen till STS-126, men slutade vid NASA drygt ett år före uppdragets början.

## Rymdfärder
- Discovery - STS-116

## Rymdfärdsstatistik
| Färd    | Datum                | Tid       | EVA     |
| ------- | -------------------- | --------- | ------- |
| STS-116 | 9 - 22 december 2006 | 308:44:24 | 0:00:00 |
| Totalt  | Totalt               | 308:44:24 | 0:00:00 |